# Lorenzo Ebecilio
Lorenzo Ebecilio (Hoorn, 24 settembre 1991) è un calciatore olandese, attaccante dell'Always Forward.

## Carriera

### Club
Dopo aver giocato nei settori giovanili dell'HVV Hollandia e dell'AZ Alkmaar è passato all'Ajax. Ha esordito in prima squadra in Eredivisie il 12 dicembre 2010, quando ha giocato da titolare la partita contro il Vitesse vinta per 1 a 0.

Il 17 febbraio 2011 ha esordito in Europa League contro l'Anderlecht.
Il primo gol in campionato lo segna il 6 marzo al 72º nella vittoria interna per 4-0 contro l'AZ Alkmaar, sua ex-squadra abbandonata da piccolo per motivi di salute. Il 24 aprile per Pasqua segna la sua prima doppietta in campionato contro l'Excelsior di Rotterdam che sancisce il sorpasso in classifica sul PSV. L'8 maggio segna lo 0-2 contro il Twente nella finale della Coppa d'Olanda ma dopo i supplementari la partita finirà 3-2 per i Reds.
Il 15 maggio vince l'Eredivisie nello scontro diretto vinto per 3-1 contro il Twente.
Il 30 luglio seguente perde da titolare la Supercoppa d'Olanda contro il Twente per 2-1.
Il 4 marzo 2012 segna una tripletta nel 4-1 allo Roda JC.
Il 2 maggio seguente vince la sua seconda Eredivisie consecutiva con l'Ajax concludendo la sua seconda stagione con i lancieri con 28 presenze e 6 gol totali.
Il 16 gennaio 2013 diventa ufficialmente un giocatore del Metalurh Donetsk squadra che milita nella Premier Liga (Ucraina); secondo il sito transfermarkt.it è successivamente passato prima al FK Gabala e poi al Mordovia sempre in prestito, per essere poi ceduto gratuitamente all'Anzhi.

### Nazionale
Nell'agosto 2011 viene convocato dall'allenatore dell'Under-21, Cor Pot, in vista dell'amichevole da disputare contro i pari età della Svezia.

## Palmarès

### Club

#### Competizioni nazionali
- Campionato olandese: 2

Ajax: 2010-2011, 2011-2012
- Campionato cipriota: 2

APOEL: 2016-2017, 2017-2018
- Campionato serbo: 1

Stella Rossa: 2018-2019